# マリオジャグラー
『マリオ・ザ・ジャグラー』(MARIO THE JUGGLER)は、任天堂が製造販売していた携帯型液晶ゲーム機「ゲーム&ウオッチ」シリーズのひとつ。スーパーファミコン全盛の1991年10月に発売された。2020年の「カラースクリーン　スーパーマリオブラザーズ」発売までの間、ゲーム&ウオッチ、海外版、ニューワイド、全てにおいて最後のラインナップゲームだった。日本では発売されていない。
ゲーム&ウオッチ第1作「ボール」をマリオを使ってリメイクしたものである。

## 違い
- ボールの代わりにスターやボム、ハートを使っている。
- 液晶表示以外の固定物がカラーである。
- ニューワイドスクリーンなので、アラーム機能が搭載されている。
- GAME-Aはオリジナル「ボール」GAME-Bに相当し、3個のオブジェクトでお手玉をする。
- GAME-Bは周囲にジュゲムとハンマーブロスが登場し、彼らと一緒に4個のオブジェクトでお手玉をする。